# Американская оляпка
Американская оляпка (лат. Cinclus mexicanus) — птица семейства оляпковых.
Тёмно-серая птица, иногда с коричневатой головой и белыми перьями на веках. Обычно 16,5 см в длину и весом в среднем 46 г. Имеет длинные ноги, с помощью которых находит корм в крутых, скалистых потоках. Населяет гористые регионы Центральной Америки и западной Северной Америки от Панамы до Аляски.